# P2P Foundation
La Fundación P2P: La Fundación para Alternativas entre Pares es una organización con el objetivo de estudiar el impacto de la tecnología y producción entre pares en la sociedad. Fue fundada por Michel Bauwens, James Burke y Brice Le Blévennec.
La Fundación P2P es un instituto registrado fundado en Ámsterdam, Países Bajos. Su nombre registrado local es: Stichting Peer to Peer Alternatives. 

## Misión
La Fundación P2P es una organización sin fines de lucro y una red global que estudia el impacto social, económico y ecológico de la producción entre pares basada en los bienes comunes. Fue concebida para "ayudar a las personas, organizaciones y gobiernos a realizar una transición hacia enfoques de la sociedad basados en los bienes comunes a través de la creación conjunta de un conocimiento público abierto y una red humana resiliente y sostenible". Funciona como una red organizada para facilitar e interconectar iniciativas emergentes basadas en bienes comunes mediante la recopilación de información e investigación y teorización sobre los impactos sociales de las tecnologías y relaciones sociales entre pares.
Las prioridades estratégicas de la Fundación P2P incluyen trabajar hacia prácticas regenerativas para poner fin a la destrucción de la biosfera (al reconocer los límites naturales y de recursos en la esfera física) y promover el libre conocimiento y el intercambio cultural (al reducir la "escasez artificial" impulsada por IP que se encuentra en el ámbito digital).
Ganó el Golden Nica Award por "The Next Idea" 2011 y por "Digital Communities" en 2016.

## Comunes de conocimiento
La Fundación P2P mantiene una serie de sitios web que incluyen un wiki de acceso abierto y un blog diario, así como un sitio web interactivo y didáctico con materiales introductorios e infografías. El sitio web P2P Lab presenta proyectos de investigación llevados a cabo por la división de investigación de la Fundación P2P. Muchas de las publicaciones de la Fundación P2P se pueden encontrar en su Página de la Biblioteca.

## Proyecto Chokepoint
El proyecto Chokepoint se estableció en 2011 tras los apagones de Internet en Egipto y Libia. Los apagones de internet inspiraron a dos miembros de la Fundación P2P, James Burke y Chris Pinchen, para crear el Proyecto Chokepoint. El objetivo del proyecto es crear un mapa visual en vivo de Internet que identifique los Chokepoints y las personas que tienen acceso a estos Chokepoints. Los puntos de estrangulamiento se definen como puntos de vulnerabilidad de acceso a Internet. Este mapa podría permitir a las personas identificar el grado y la ubicación precisa de los cortes de Internet. Gran parte de los datos utilizados para el mapeo son proporcionados por voluntarios. El proyecto Chokepoint también trabaja para disipar la suposición de que Internet es un medio descentralizado que no está sujeto al poder del gobierno. Para aquellos que están sujetos a apagones de Internet, los proyectos Chokepoint también proporcionan métodos para eludir estos puntos de estrangulamiento e información sobre asuntos legales relacionados con los apagones de Internet. El proyecto Chokepoint fue galardonado con el Prix Arts Electronica en mayo de 2011 en la categoría Next Idea.